# Little Miss Hollywood
Pour plus de détails, voir Fiche technique et Distribution.
Little Miss Hollywood est un film muet américain, réalisé et écrit par Al Herman, sorti le 31 octobre 1923 aux États-Unis

## Synopsis
Un directeur de casting à Hollywood cherche une nouvelle mannequin pour son film et lance une annonce pour trouver la fille. Au début, une vieille candidate se présente mais elle est tout de suite chassée du studio et ensuite une petite fille orpheline de 5 ans arrive et elle est choisie. Pour le défilé, elle se rend compte que tout le monde se moque d'elle. Boudée, elle retourne dans son bidonville avec 2 francs pour avoir fait rire les spectateurs. Arrivée au bidonville, tous les clochards l'applaudissent pour le défilé.

## Fiche technique
- Titre : Little Miss Hollywood
- Réalisateur : Al Herman
- Scénariste : Al Herman
- Montage :
- Producteurs : Abe Stern, Julius Stern
- Société de production : Century Film
- Distribution : Universal Pictures
- Pays d'origine :  États-Unis
- Langue : Anglais
- Format : Noir et blanc - 1,33:1 - Film muet
- Genre : Comédie
- Durée : 20 minutes
- Date de sortie : 31 octobre 1923

## Distribution
- Baby Peggy : Little Miss Hollywood
- Fred Spencer : le directeur de casting
- Richard Smith : le juge
- Joe Bonner : le présentateur du défilé
- Florence Lee : la vieille candidate
- Mary Pickford : la chanteuse de rue
- Douglas Fairbanks : le clochard du bidonville
- Charles Ray : le pédophile